# Elena Lukášová
Elena Lukášová (* 1946 České Budějovice) je česká zpěvačka.

## Životopis
Se zpěvem začala již v 60. letech. Tehdy vyhrála rozhlasovou soutěž Na modré vlně a následně vystupovala s Evou Pilarovou, Jaromírem Mayerem či Karlem Černochem. Nejslavnější se však stala v 70. letech, kdy vydala velké množství singlů. Z této doby pochází její hit Rozdej vůni snům nebo duet s Petrem Jandou To říká inzerát. Roku 1975 nazpívala skladbu ke cvičení dorostenek na Spartakiádě 1975 s názvem Zpíváme slunci.
Během let 1971–1984 účinkovala v programu Yvetty Simonové a Milana Chladila, posléze vystupovala s vlastním programem Nikdy nejsi sám. Kariéru ukončila v polovině 80. let s příchodem mateřství a předčasnou smrtí skladatele a hudebního dramaturga Ladislava Pikarta, jenž se o ni profesně staral.
V období její aktivní kariéry jí nevyšlo reprezentativní studiové album. Roku 2014 vydal Supraphon digitální kompilaci jejích písní.

## Diskografie
- 1971 Větrný mlýn / Pláč jak louh – Panton (SP)
- 1971 Hej ty pocestný – Panton (SP)
- 1972 To říká inzerát / Já nejsem včerejší – Supraphon (SP)
- 1972 Třešní plná stráň / Když mě máš rád – Supraphon (SP)
- 1972 Bumerang – Supraphon (SP)
- 1973 Za prvé, za druhé, za třetí / Léto je zlatý vůz – Supraphon (SP)
- 1973 Ty zákaz vjezdu máš / Není všechno zlato, co se třpytí – Supraphon (SP)
- 1973 Nemáš k houslím nadání / Rozpočítadlo – Supraphon (SP)
- 1973 Pádím za tebou / Ta dívka jsem já – Supraphon (SP)
- 1974 Rozdej vůni snům / To je tím, že o mně málo víš – Supraphon (SP)
- 1974 Slunce tančí / Minigolf – Supraphon (SP)
- 1975 Rok a den / Život je víc – Supraphon (SP)
- 1975 Zpíváme slunci / Mám tě ráda – Supraphon (SP)
- 1976 Vojáček spí / Vítám déšť – Supraphon (SP)
- 1976 Když táta hrál / Koupání s úplňkem – Supraphon (SP)
- 2014 Rozdej vůni snům – Supraphon (15× MP3)